# Laguna Niguel
Laguna Niguel er en by i Orange County i Californien. Den ligger sydøst for Los Angeles og havde 63.940 indbyggere i 2011. Den dækker et areal på 38,551 km².
Byen grænser op til byerne Laguna Beach, Dana Point, San Juan Capistrano, Mission Viejo, Laguna Hills og Aliso Viejo.